# Żeton komunijny

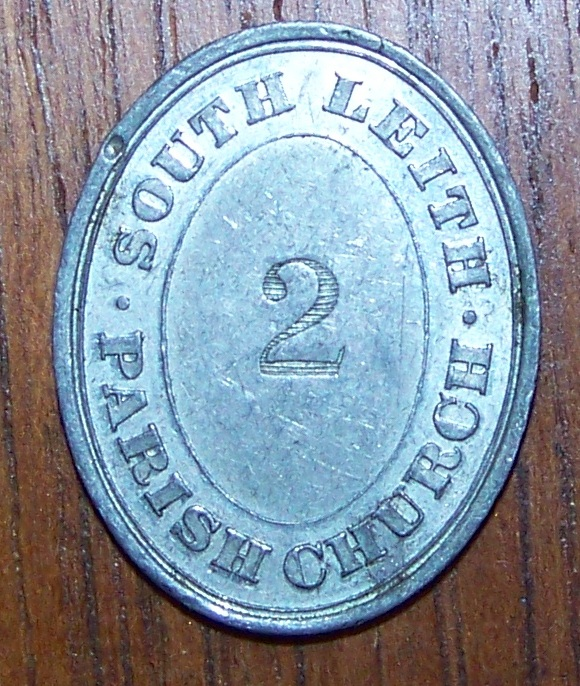
Awers żetonu komunijnego z kościoła parafialnego South Leith

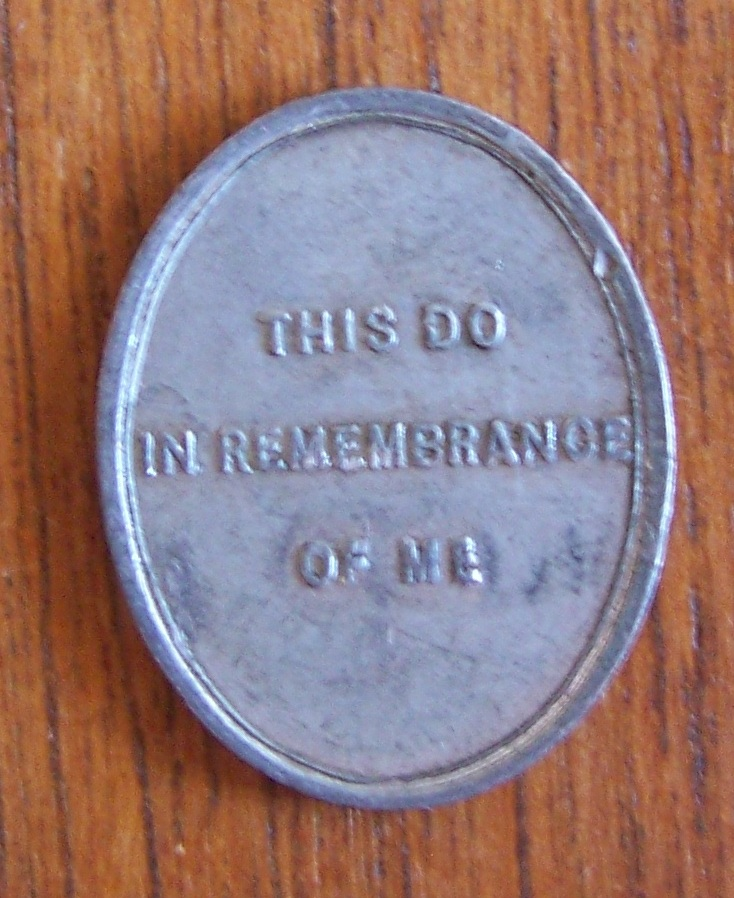
Żeton komunijny z South Leith z napisem „To czyńcie na moją pamiątkę”

Żeton komunijny (ang. communion token) – metalowy artefakt stosowany w niektórych Kościołach protestanckich jako dowód prawa parafianina do przystąpienia do komunii świętej. Wierny otrzymywał go po spełnieniu obowiązujących w danym zborze wymogów godnego przystąpienia do tego sakramentu, zwykle po rozmowie duszpasterskiej z pastorem. Ich używanie miało na celu ograniczenie dostępu do komunii osób uznawanych za nieprzygotowane do przyjęcia chleba i wina eucharystycznego. Najczęściej stosowane były w Kościołach prezbiteriańskich, rzadziej w baptystycznych. W niektórych zborach żetony zostały wyparte przez papierowe karty komunijne. W XX wieku przytłaczająca większość Kościołów z tego kręgu zarzuciła stosowanie jakichkolwiek artefaktów tego typu.

## Historia
Genezy stosowania żetonów historycy dopatrują się w zaleceniu sformułowanym przez Jana Kalwina, by „chronić Stół Pański przed skalaniem”. Około 1560 r. zaczęli je wprowadzać hugenoci we Francji oraz prezbiterianie w Szkocji. Ze Szkocji i Irlandii Północnej trafiły do kolonii angielskich w Ameryce Północnej.
W czasie prześladowań protestantów w krajach katolickich żetony stosowano jako zabezpieczenie przed konfidentami, którzy pojawiali się na nielegalnych nabożeństwach.

## Praktyka
W XVII, XVIII i XIX wieku w krajach anglosaskich zbory prezbiteriańskie i baptystyczne sprawowały komunię rzadko, zwykle kilka razy w roku. Akt ten poprzedzany był rozmowami duchownych i starszych zborów z wiernymi chętnymi do przystąpienia do sakramentu. Duszpasterze badali znajomość prawd wiary kandydatów oraz ich postawę moralną. Osoby spełniające obowiązujące pod tym względem kryteria otrzymywały żetony. Ponieważ częstokroć komunię św. przyjmowano na siedząco przy stołach, wierny upoważniony do uczestnictwa w niej kładł przed sobą na stole żeton komunijny, co było znakiem dla roznoszącego elementy eucharystyczne, iż może podać danej osobie chleb komunijny i kielich. Po otrzymaniu komunii wierny zwracał żeton zborowi do ponownego użytku.
Poza Europą, Stanami Zjednoczonymi i Kanadą żetony stosowano także m.in. w Australii.

## Kształt
Żetony wykonywano z różnego rodzaju metalu. Miały różny kształt, m.in. elipsy, koła, kwadratu, prostokąta. Wybijano na nich napisy i symboliczne znaki jednostronnie lub dwustronnie. Najczęściej nosiły tekst wzięty z Biblii, np. słowa Jezusa Chrystusa „To czyńcie na moją pamiątkę”. Umieszczano na nich również nazwy zborów, a nawet nazwiska pastorów służących w danym zborze.